# Borne (siège)
Pour les articles homonymes, voir Borne.

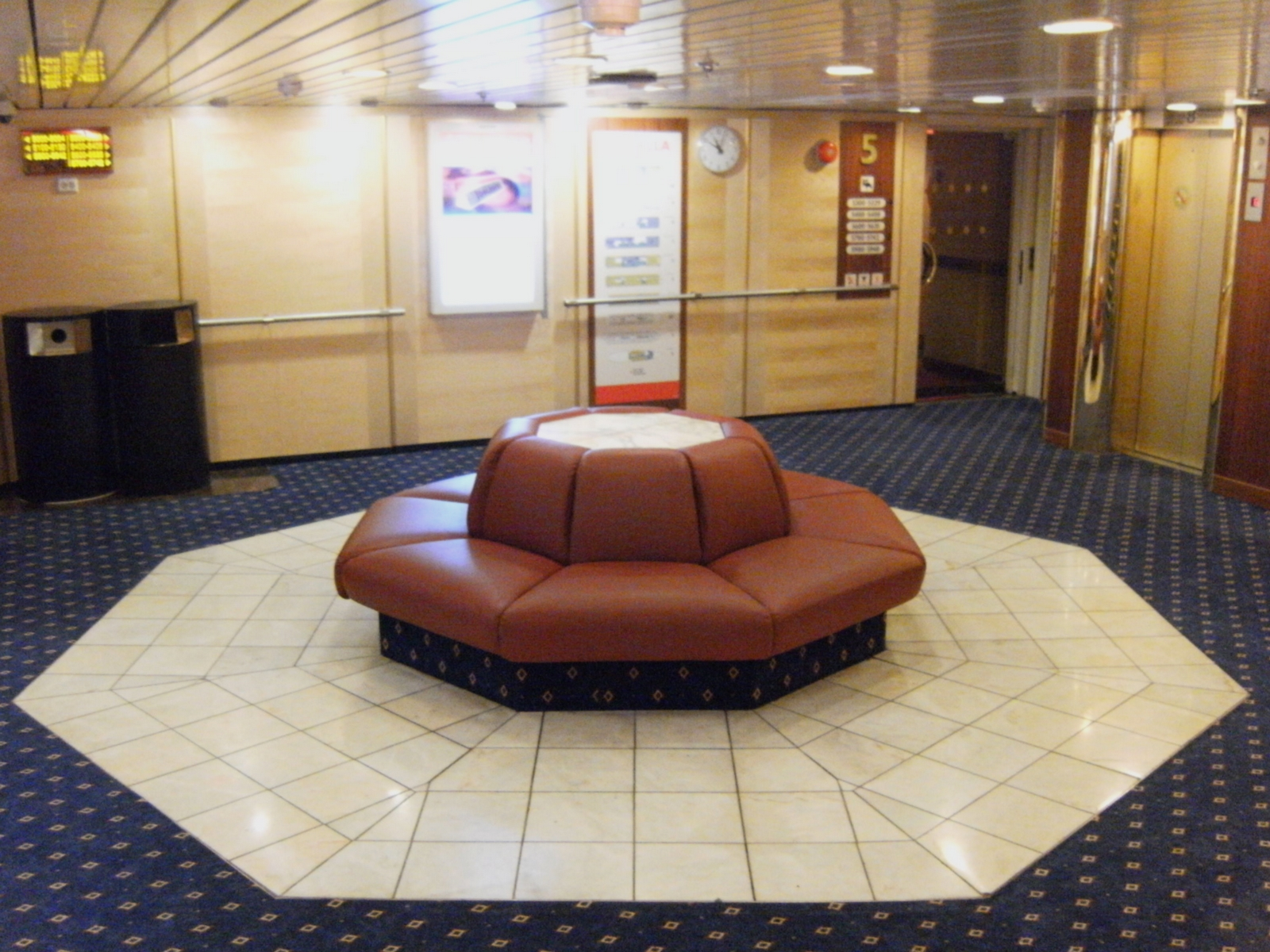
Borne moderne sur un navire de passagers.

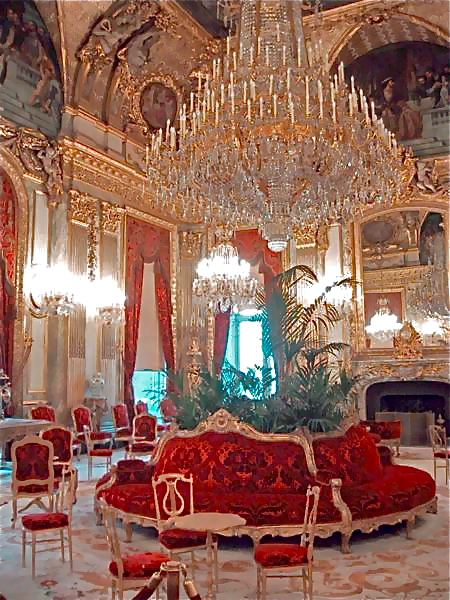
Borne des appartements Napoléon III du Louvre.

Une borne est un siège à plusieurs places dont l'assise tourne autour d'un axe central.
La borne est un vaste canapé de forme circulaire rembourré ou capitonné, au dossier en forme de grand cône et au centre duquel on positionne parfois des plantes . Ce siège de grandes salles de réception et d'exposition est typique du XIXe siècle à l'époque de Napoléon III.
La borne peut être construite autour d'un pilier, d'une colonne, d'une statue ou comme point de repos dans un grand hall.